# Неврокопска акция на ВМРО
Неврокопската акция е окупиране на град Неврокоп (днес Гоце Делчев) от въоръжени чети на Вътрешната македонска революционна организация, извършено между 14 и 20 октомври 1922 година.
След проведените парламентарни избори на 21 май 1920 година БЗНС съставя самостоятелно правителство. Правителството на Александър Стамболийски се опитва да изведе страната от международната изолация след Първата световна война чрез активно участие в дейността на Обществото на народите и установяване на приятелски отношения с Югославия. Това вкарва правителството в конфликт с организациите на македонските българи, обвиняващи го в национално предателство.
Земеделското правителство подкрепя новосъздадената Македонска федеративна организация за борба срещу ВМРО. Неврокоп попада напълно под властта на МФО, ръководена от Тодор Паница. Разколът във ВМРО приема опасни форми и размери, заплашващи самото ѝ съществуване. Противниците на Тодор Александров през април-май 1922 година формират нелегален Централен революционен федеративен комитет. През април 1922 година е организирана специална чета с войвода Крум Зографов, която има за задача да ликвидира намиращия се във Вардарска Македония Александров и да постави под контрола на федералистите създадената от него организационна мрежа. Правителството изпраща допълнителни военни сили в Петричко, за да овладее областта. След Търновските събития буржоазните партии в опозиция подкрепят ВМРО.
ВМРО на свой ред на 22 август 1922 година с тайно окръжно №333 обявява Пиринска Македония за своя „държава в държавата“, подкрепена от Конституционния блок, и създава революционни мрежи като в гръцка и сръбска Македония, назначава собствени съдии и полиция, и събира данъци.
Между 16 и 17 октомври 1922 година чети на ВМРО от около 1000 души, начело с Алеко Василев и Георги Атанасов, окупират Неврокоп и прогонват четата на федералистите на Тодор Паница. Местният гарнизон не оказва съпротива, а вместо това заминава на учение в Родопите. В града са опожарени клуба на БЗНС, къщи и дюкяни на привърженици на земеделците. Дванадесет федералисти са разстреляни на площада. На 17 октомври Неврокоп е обкръжен от 6-а търновска дружина, начело с майор Никифоров. Войводата Алеко Василев не влиза в сблъсък с българската войска и започва преговори с Никифоров, като се съгласява да опразни града при условие, че федералистите не бъдат допуснати отново в околийското управление. Алеко Василев казва на народния представител Георги Йорданов, че ВМРО се бори за свободата на поробените българи във Вардарска и Беломорска Македония, поради което Пиринска Македония ѝ е необходима в качеството си на база: „Министрите, ако решим да ги убиваме, за нас е лесно, но не искаме. Ама да си опичат акъла и да не ни преследват, да не пращат хора против нас, че всяко търпение си има край. Ние убихме министър Димитров – за овцата вземаме овен.“
Вестниците близки до БЗНС се опитват да скрият неуспеха на правителството, а дни по-късно за преговори с ВМРО е изпратена парламентарна комисия начело с Г. Юрданов. По-късно Алеко Василев обяснява „Неврокоп нападнах, защото ми пречеха. Аз искам да не ми се пречи. Оттам е вратата ни за заминаването ни за Драмско. Пречеха ми и аз отидох и си разчистих пътя“. Неврокопските събития пораждат външнополитически натиск от страна на Гърция, която смята, че нападението е скроено с цел България да повдигне въпроса за автономия на Македония.